# Der Fischzug
Der Fischzug war eine deutsche Literaturzeitschrift, die nur im Jahre 1926 von Victor Otto Stomps und Eberhard Heinatsch in Stomps' Verlag Rabenpresse in Berlin herausgegeben wurde. Redakteur war ab Heft 2 Walther G. Oschilewski.
Die ersten beiden Hefte trugen den Untertitel „Monatsblätter zur Förderung werdender Literatur“, der dann geändert wurde in „Blätter für Kunst und Dichtung im jungen Deutschland“. Im ersten Heft äußerte Heinatsch als Programm: „Monatsblätter zur Förderung werdender Literatur wollen wir bieten. Vorurteilslos gegenüber allen literarischen Richtungen sollen uns auch die Jungen und Jüngsten willkommen sein.“
Im Heft 5/6 vom Dezember 1926 erschien ein Vorabdruck von Bertolt Brechts Lehrstück Mann ist Mann. Weitere Beiträger waren unter anderen Julius Maria Becker, Gottfried Benn, Horst Lange, Carl Werckshagen, Kurt Liebmann und Paul Zech.